# 190 (عدد)
190 هو عدد صحيح. طبيعي بين 189 و191

## في الرياضيات

### خصائص
- 190عدد زوجي
- 190عدد ناقص
- 190 عدد مضلعي (مثلثي-مسدسي-33 أضلاع-...)